# Octave Leopold Boudouard
Octave Leopold Boudouard (* 1872 in Amenucourt; † 1923) war ein französischer Chemiker. Er ist für das Boudouard-Gleichgewicht (um 1900) zwischen Kohlenmonoxid und Kohlendioxid über glühendem Kohlenstoff bekannt, praktisch wichtig zum Beispiel bei Hochöfen.
Boudouard wurde 1901 in Paris promoviert (Recherches sur les équilibres chimiques). Er war Professor für Angewandte Chemie und ab 1914 für Glas und Keramik am Conservatoire National des Arts et Métiers.
Er befasste sich mit Temperaturmessung, Legierungen, Allotropie von Nickel und der Analyse Seltener Erden und von Monazitsanden. 1912 veröffentlichte er eine Analyse der Geruchsstoffe in Paris.

## Schriften
- mit Henry Le Chatelier:  Mesure des températures élevées, Paris: G. Carré et C. Naud, 1900